# Heliconema
Heliconema là một chi rêu trong họ Calymperaceae.